# Whitehall (villa)
Whitehall es una villa ubicada en el condado de Washington en el estado estadounidense de Nueva York. En el año 2000 tenía una población de 2,667 habitantes y una densidad poblacional de 219.5 personas por km².

## Geografía
Whitehall se encuentra ubicada en las coordenadas 43°33′11″N 73°24′16″O / 43.55306, -73.40444.

## Demografía
Según la Oficina del Censo en 2000 los ingresos medios por hogar en la localidad eran de $31,667, y los ingresos medios por familia eran $42,619. Los hombres tenían unos ingresos medios de $31,656 frente a los $20,417 para las mujeres. La renta per cápita para la localidad era de $16,022. Alrededor del 13.2% de la población estaban por debajo del umbral de pobreza.